# Rivoluzione costituzionalista messicana
La rivoluzione costituzionalista indica la fase della rivoluzione messicana dal 1913 al 1914 in cui avvenne il rovesciamento della dittatura militare del generale Victoriano Huerta che in seguito a un colpo di Stato (la "Decade tragica") aveva deposto e fatto assassinare il presidente Francisco Madero e il suo vice José María Pino Suárez.
I rivoluzionari, riuniti nel Piano di Guadalupe e guidati da Venustiano Carranza, riuscirono a deporre Huerta e il suo governo ma, a causa delle forti tensioni interne, presto la rivoluzione messicana ricominciò su larga scala in una vera e propria guerra civile.

## Dittatura di Victoriano Huerta

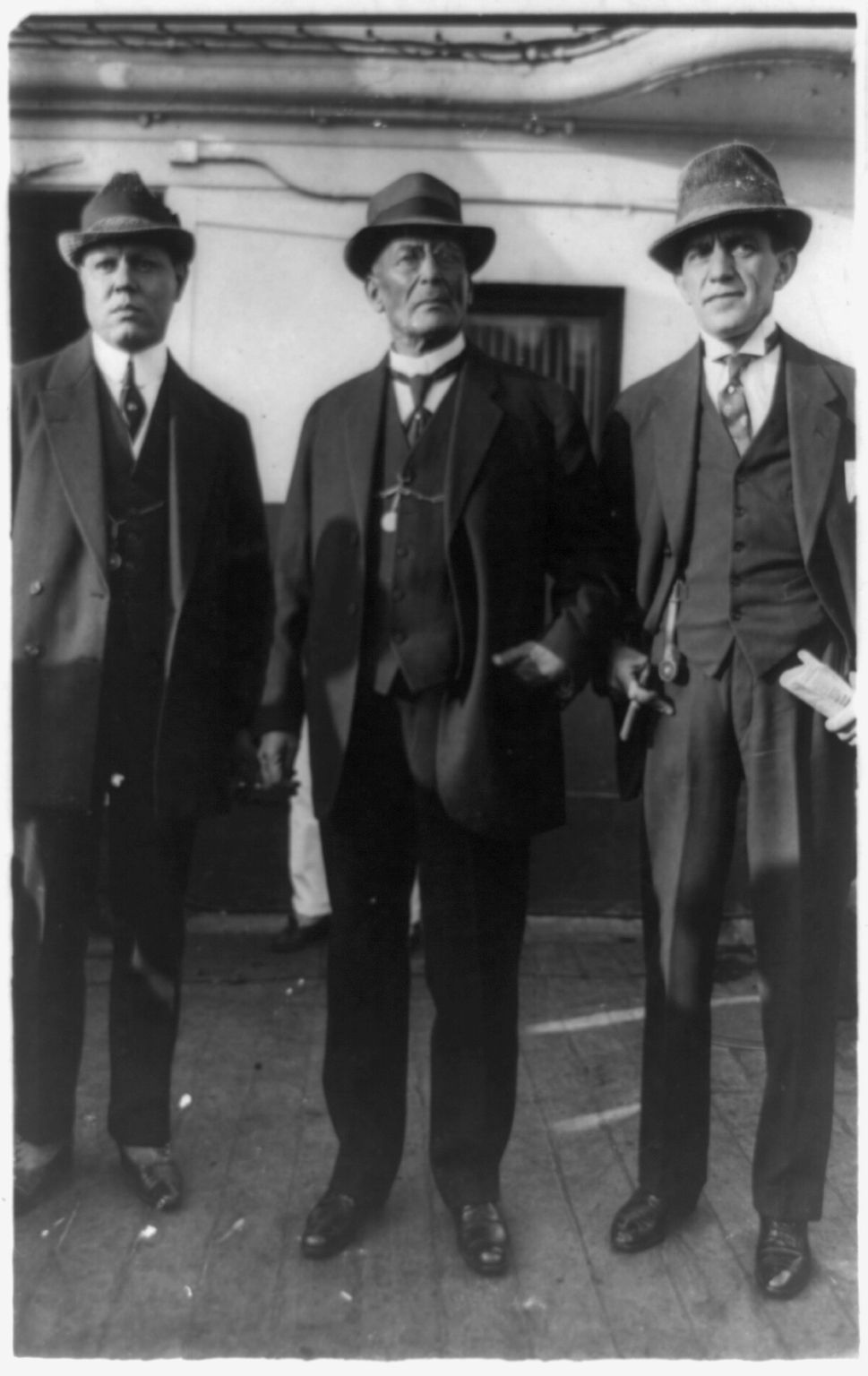
Da sinistra a destra: José C. Delgado, Victoriano Huerta e Abraham F. Ratner.

Victoriano Huerta, quando salì al potere, divenne un dittatore, annullando la democrazia e la libertà attraverso la forza militare. Huerta ricevette il sostegno dei grandi proprietari terrieri, degli alti comandanti militari, del clero e di quasi tutti i governatori, con l'eccezione di José María Maytorena, governatore del Sonora, e Venustiano Carranza, governatore del Coahuila. La direzione huertista pose quindi due obiettivi: raggiungere la pacificazione del Paese e ottenere il riconoscimento internazionale da parte del suo governo, specialmente da parte degli Stati Uniti d'America.
Cercò di ottenere il sostegno di Orozchisti e Zapatisti, concedendo amnistie generali e inviando rappresentanti. Pascual Orozco stabilì alcune condizioni che gli furono concesse, come l'impiego di guardie rurali per i suoi soldati, il pagamento dei salari a spese del tesoro e pensioni per vedove e orfani, così il 27 febbraio 1913 Orozco rese ufficiale il suo sostegno al governo. Zapata, nel frattempo, respinse categoricamente qualsiasi offerta e quindi il movimento da lui iniziato nel Morelos continuò la sua lotta contro il nuovo governo messicano.
La Camera dei deputati si oppose al governo huertista e persino la fazione maderista era fortemente critica nei confronti delle sue azioni. Belisario Domínguez, un deputato del Chiapas, scrisse un discorso per condannare la violenza scatenata e accusò Victoriano Huerta di essere un assassino. Dopo che la sua lettura al Congresso dell'Unione da parte del Senato fu vietata, fu pubblicata per iscritto. Poco tempo dopo fu assassinato e quando i membri della Camera chiesero che fosse indagata la sua morte e che fosse garantita la vita dei membri del ramo legislativo, Huerta decise di sciogliere la Camera e ordinò l'arresto di molti dei suoi membri. Quando il Senato fu a conoscenza di questi fatti, i suoi membri accettarono di sciogliere la propria Camera, quindi Huerta assunse poteri straordinari.

### Rapporti con gli Stati Uniti
Pochi giorni dopo la Decade tragica, Thomas Woodrow Wilson assunse la presidenza degli Stati Uniti. Wilson, che non era solidale con Huerta, inviò agenti per informarlo della situazione prevalente nel paese. John Lind arrivò in Messico per sostituire Henry Lane Wilson e introdusse nell'agosto 1913 quattro proposte del governo statunitense:
- Cessate il fuoco immediato e armistizio finale.
- Elezioni libere immediate con la partecipazione di tutte le fazioni.
- Il generale Huerta non può partecipare a tali elezioni.
- Accordo di tutte le parti di attenersi al risultato e cooperare nel nuovo governo.

Le proposte furono respinte tramite il Segretario degli Affari Esteri, Federico Gamboa, per il quale il presidente Wilson dichiarò gli Stati Uniti neutrali nel conflitto. In questo modo nessuna delle due fazioni poteva comprare armi dal paese di confine.

## Rivoluzione costituzionalista
L'ascesa al potere di Huerta fece sì che gli antiporfiristi si sollevassero in armi, dando il via alla cosiddetta "Rivoluzione costituzionalista" nel marzo del 1913 nel Messico settentrionale.

### Piano di Guadalupe
Data l'urgenza e la serietà del momento in cui Victoriano Huerta ruppe l'ordine costituzionale e criminalizzò la sua ambizione quando depositò e ordinò la morte del presidente Francisco Madero, il 19 febbraio 1913, il Congresso del Sovrano, libero e indipendente Stato di Coahuila de Zaragoza decise di concedere al governatore poteri e facoltà straordinari per integrare una forza militare che ripristinasse l'ordine legale e annullasse l'opzione di permanenza all'usurpatore.
Riuniti alla Hacienda de Guadalupe, a Saltillo, Carranza e altre personalità, tra cui spiccano Lucio Blanco e Jacinto B. Treviño, proclamarono il Piano di Guadalupe, con cui dichiaravano di misconoscere i tre poteri del governo della Federazione e comunicarono che avrebbero preso le armi per ripristinare l'ordine costituzionale. Carranza fu anche nominato capo dell'"Esercito costituzionalista" e gli fu dato il potere di occupare temporaneamente la presidenza messicana per convocare le elezioni
Questo movimento era caratterizzato da una natura legalistica, i cui secondi leader erano costituiti dai principali politici e burocrati dello stato. Tra i membri militari dei loro ranghi vi erano: Jesús Carranza, il fratello del governatore, Pablo González Garza, Francisco Coss, Cesáreo Castro e Jacinto B. Treviño, veterani della rivoluzione maderista contro il governo di Díaz.
Nello stato di Sonora, i generali Álvaro Obregón e Plutarco Elías Calles supportarono immediatamente Carranza, assumendo la guida del movimento nello stato insieme a Salvador Alvarado, Manuel M. Diéguez e Adolfo de la Huerta, tra gli altri. Questa fazione era rappresentata da una classe media con una certa capacità militare, che aveva esperienza nel fare patti con gruppi popolari.
Nel Chihuahua, sebbene la classe media fosse stata la protagonista durante la lotta contro Porfirio Díaz e il suo governo, la morte di Abraham González Casavantes e l'adesione alla parte huertista di Pascual Orozco ebbe come conseguenza che la lotta nello stato fu diretta da Francisco Villa, membro delle classi inferiori, in modo che i suoi luogotenenti e secondi comandi, tra cui spiccano Maclovio Herrera, Rosalío Hernández e Toribio Ortega, facevano parte dei settori popolari.
Altri movimenti importanti furono stabiliti negli stati di Durango, dove i principali leader ribelli erano di origine popolare, come Tomás Urbina, Oreste Pereyra, Calixto Contreras e i fratelli Arrieta (Domingo, Mariano ed Eduardo) e in Zacatecas, guidato da Fortunato Maycotte e Pánfilo Natera, che era un movimento popolare della classe media.
Il 18 aprile si tenne una convenzione a Monclova, Coahuila, alla quale parteciparono rappresentanti del movimento rivoluzionario degli stati di Chihuahua, Sonora e Coahuila, che durò tre giorni, durante i quali fu ratificato il Piano di Guadalupe. Il sindacato delle forze dei tre stati in un unico esercito e l'impegno di Carranza a realizzare il Piano di Guadalupe, che lo rese il primo capo dell'esercito costituzionalista e il leader della ribellione nel nord.
Man mano che il movimento si diffondeva, vennero aggiunte al piano originale, principalmente politici Coahuilensi e anti-Huertisti di Sonora e Chihuahua.
Nel mese di maggio, la divisione nord-ovest, sotto il comando di Álvaro Obregón, prese le città di Santa Rosa e Santa María, garantendo praticamente il controllo di Sonora. Per questo motivo avanzò lungo la costa del Pacifico fino a raggiungere il centro del Jalisco. Nel Chihuahua e parte della Comarca Lagunera operava la División del Norte di Francisco Villa. La Divisione Nord-Est, comandata da Pablo González Garza, e la Divisione Centro, sotto il comando di Pánfilo Natera, completarono le truppe costituzionaliste che affrontarono il regime huertista durante la seconda metà del 1913.

### Movimenti nel centro e nel sud del paese

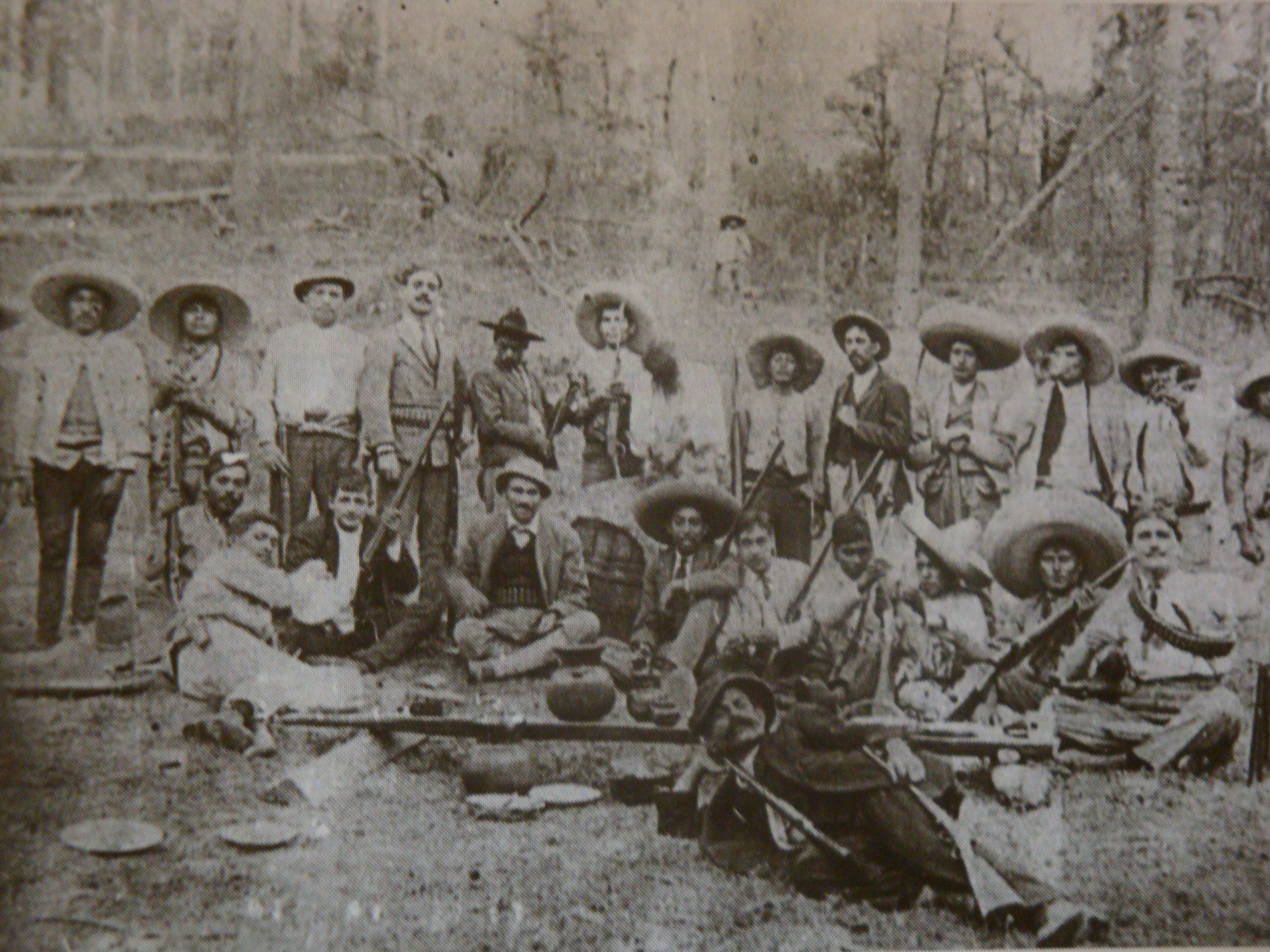
Rivoluzionari del Tabasco

A differenza della partecipazione attiva che ebbe luogo durante questa fase nel nord del paese, le regioni centrali e meridionali del territorio nazionale erano poco coinvolte nel processo, ad eccezione di alcuni movimenti significativi.
Nel centro del paese, a causa del fatto che la popolazione aveva un carattere urbano-industriale e il controllo mantenuto dall'esercito huertista, la ribellione ebbe uno sviluppo debole. Nello stato di San Luis Potosí, i fratelli Cedillo - Saturnino, Cleofás e Magdaleno - presero le armi, sebbene agissero indipendentemente dagli anti-Huertisti locali che riconobbero Carranza come leader. Nello stato di Hidalgo operarono Nicolás Flores, Vicente Salazar, Francisco Mariel e Daniel Cerecedo e a Tlaxcala Máximo Rojas e Domingo y Cirilo Arenas.
Nel sud, la sua lontananza dagli Stati Uniti - dove furono acquistate armi per la rivoluzione, dai principali fronti di battaglia, e il suo isolamento virtuale dal paese, fecero sì che la popolazione fosse riluttante a partecipare al conflitto armato.
Tra i movimenti nell'area, spicca quello di Zapata, che combatté contro il governo federale, sebbene lo fece come un movimento indipendente verso il cosiddetto "movimento costituzionalista". Inoltre, i metodi drastici e sanguinosi di repressione usati contro di lui dal governo huertista fecero aumentare considerevolmente il numero di ribelli, poiché gli abitanti furono costretti a intensificare la lotta difensiva. Nello stato di Guerrero operarono Jesús Salgado, di appartenenza zapatista, i fratelli Figueroa - Rómulo, Francisco e Ambrosio; tutti ex maderisti, e Julián Blanco, sulla costa di Acapulco. Allo stesso tempo, Juan José Baños operava a Oaxaca, mentre diversi leader come Ignacio Gutiérrez Gómez, Pedro Colorado, Fernando Aguirre Colorado, Ernesto Aguirre Colorado, Luis Felipe Domínguez e Carlos Greene parteciparono nel Tabasco, anche se le loro azioni non suscitarono preoccupazione nel governo federale.

### Intervento statunitense

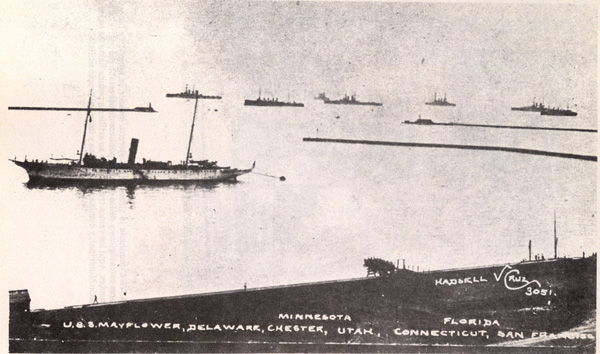
Sbarco statunitense a Veracruz

Il 9 aprile, sei navi statunitensi si ancorarono vicino al porto di Tampico e quando una di esse si avvicinò al porto, il suo personale fu arrestato dai soldati federali messicani. Sebbene gli statunitensi fossero presto rilasciati, il contrammiraglio statunitense Mayo chiese al generale huertista Morelos Zaragoza una punizione esemplare per coloro che avevano effettuato gli arresti e chiese che la bandiera degli Stati Uniti fosse alzata e onorata con 21 colpi di pistola. Il governo huertista cercò di raggiungere un accordo, ma fu tutto inutile perché il presidente Wilson aveva già dato istruzioni per l'occupazione del porto di Veracruz, impedendo a Huerta di ricevere una spedizione di munizioni dalla Germania che era stata trasportata nel Ypiranga. La fanteria statunitense assunse la dogana di Veracruz il 21 aprile 1914, in seguito l'intero porto e il 22 quello di Tampico.
Huerta quindi interruppe le relazioni diplomatiche con gli Stati Uniti e inviò gran parte del suo esercito nello stato. Argentina, Brasile e Cile (un gruppo noto come ABC) si offrirono di fungere da mediatori nel conflitto durante le conferenze a Niagara Falls, in Canada, il 20 maggio dello stesso anno. Il 24 giugno, fu finalmente firmato un accordo in base al quale gli Stati Uniti avrebbero riconosciuto qualsiasi governo provvisorio derivante dal conflitto armato, avrebbero compensato i cittadini statunitensi colpiti dalla rivoluzione e che il loro governo non avrebbe richiesto alcun risarcimento per l'incidente di Tampico.

### Avanzata rivoluzionaria e presa di Zacatecas

Principali avanzate della rivoluzione costituzionalista

All'inizio del 1914, i rivoluzionari dominavano quasi l'intero nord del paese (ad eccezione della Bassa California). A Durango, Pablo González Garza e Jesús Carranza, (o Jesús Agustín Castro e Luis Caballero in loro assenza), presero il comando del movimento quando Carranza dovette partire per Sonora dopo che le forze huertiste assunsero il controllo dello stato per metà del 1913. A quel punto, i fratelli Cedillo erano diventati la forza dominante a San Luis Potosí; Rafael Buelna operò con successo a Tepic; a Jalisco Félix Bañuelos e Julián Medina; e in Michoacán, José Renteria Luviano, Gertrudis Sánchez e Joaquín Amaro. A Veracruz, la lotta era guidata da Antonio Galindo, Cándido Aguilar, Hilario Salas e Miguel Alemán González.
Durante marzo e aprile 1914 gli eserciti del nord iniziarono ad avanzare verso la capitale, Obregón a ovest, Villa al centro e Pablo González Garza a est con l'intenzione di rovesciare Huerta, che motivò e facilitò lo scoppio di numerose rivolte negli stati centrali del paese.

#### Presa di Zacatecas
Soprattutto, la città di Zacatecas era di grande importanza per entrambe le parti perché era un passaggio a livello che i rivoluzionari del nord del paese dovevano prendere prima di raggiungere la capitale. La città, che è circondata da alte colline, rappresentò un grande ostacolo per gli aggressori. Il generale Luis Medina Barrón, responsabile delle difese della città, mise l'artiglieria dell'esercito federale in cima a due delle colline più alte: quella di La Bufa e quella di El Grillo.
Felipe Ángeles arrivò a Calera (25 chilometri da Zacatecas) il 19 giugno 1914 e tastò il terreno per la battaglia. Francisco Villa apparse nelle vicinanze della città il 22 giugno e ordinò che l'offensiva iniziasse alle 10 del giorno successivo.
Come previsto, i Villisti attaccarono le posizioni federali sulle colline di La Bufa, El Grillo, La Sierpe, Loreto e La Tierra Negra, mentre quaranta cannoni sostenevano lo spiegamento della fanteria che saliva sulle colline che circondavano la città.
Intorno alle 05:40 del pomeriggio le truppe federali iniziarono ad abbandonare le loro posizioni e fuggirono in modo disorganizzato, poco tempo dopo i rivoluzionari presero le colline di Bufa e Grillo, avanzando poi sulla città. Le truppe di Villa uccisero un gran numero di soldati che cercavano di fuggire, causando 5 000 morti sul lato federale, di 3 000 sul lato rivoluzionario.
Nonostante la vittoria, Villa non poté essere il primo a raggiungere la capitale perché Carranza bloccò le spedizioni di carbone alla División del Norte, necessarie per alimentare le ferrovie di Villa.
D'altra parte, Obregón passò attraverso Sinaloa e Jalisco, occupando Guadalajara, da dove enteò nel centro del paese. González scese per Monterrey, Tampico, San Luis Potosí e Querétaro. Con questi progressi il movimento cessò di essere esclusivo nel nord del paese e coprì praticamente la metà del territorio nazionale, il che causò allo stesso tempo l'adesione di altri settori sociali. Inoltre, con l'avanzare delle forze rivoluzionarie, si dovettero stabilire vari patti con la gente del posto in cambio di sostegno, per il quale furono aiutati i lavoratori e attuati i decreti agrari.

### Trionfo rivoluzionario
Il 14 luglio 1914, Huerta fuggì dalla capitale e il giorno successivo, il 15 luglio, presentò le sue dimissioni al Congresso. Si trasferì a L'Avana, a Cuba, e da lì negli Stati Uniti, dove fu detenuto e mandato nella prigione di El Paso, in Texas, dove morì nel 1916.
Francisco S. Carvajal, allora Segretario degli Affari Esteri, rimase a capo del governo con il compito di consegnare la capitale alle forze rivoluzionarie e di negoziare la resa delle forze federali. Carvajal richiese la mediazione degli Stati Uniti, a cui Carranza rifiutò. Dopo i colloqui tra il governo e i Carranzisti, il 14 agosto dello stesso anno furono firmati i trattati di Teoloyucan, dove fu formalmente presentata la resa incondizionata dell'esercito federale.